# Hall of Fame Tennis Championships 1999
L'Hall of Fame Tennis Championships 1999 è stato un torneo di tennis giocato sull'erba. È stata la 24ª edizione dell'Hall of Fame Tennis Championships, che fa parte della categoria International Series nell'ambito dell'ATP Tour 1999. Si è giocato all'International Tennis Hall of Fame di Newport negli Stati Uniti, dal 5 all'11 luglio 1999.

## Campioni

### Singolare
Chris Woodruff ha battuto in finale  Kenneth Carlsen con il punteggio di 6(5)–7, 6–4, 6–4

### Doppio
Wayne Arthurs /  Leander Paes hanno battuto in finale  Sargis Sargsian /  Chris Woodruff con il punteggio di 6(6)–7 7–6(7) 6–3